# Músculo gênio-hióideo
O músculo gênio-hioideo (português brasileiro) ou músculo génio-hioideu (português europeu) é um músculo do pescoço. Origina-se no processo geniano da mandíbula e se insere no corpo do osso hioide. Suas ações são separar a cavidade bucal do pescoço, elevar o osso hióide e abaixar a mandíbula.É inervado por ramos da alça cervical.